# Luis Martinetti, Contortionist
Luis Martinetti, Contortionist er en amerikansk stumfilm fra 1894 af William K.L. Dickson.